# 巴比泰湖

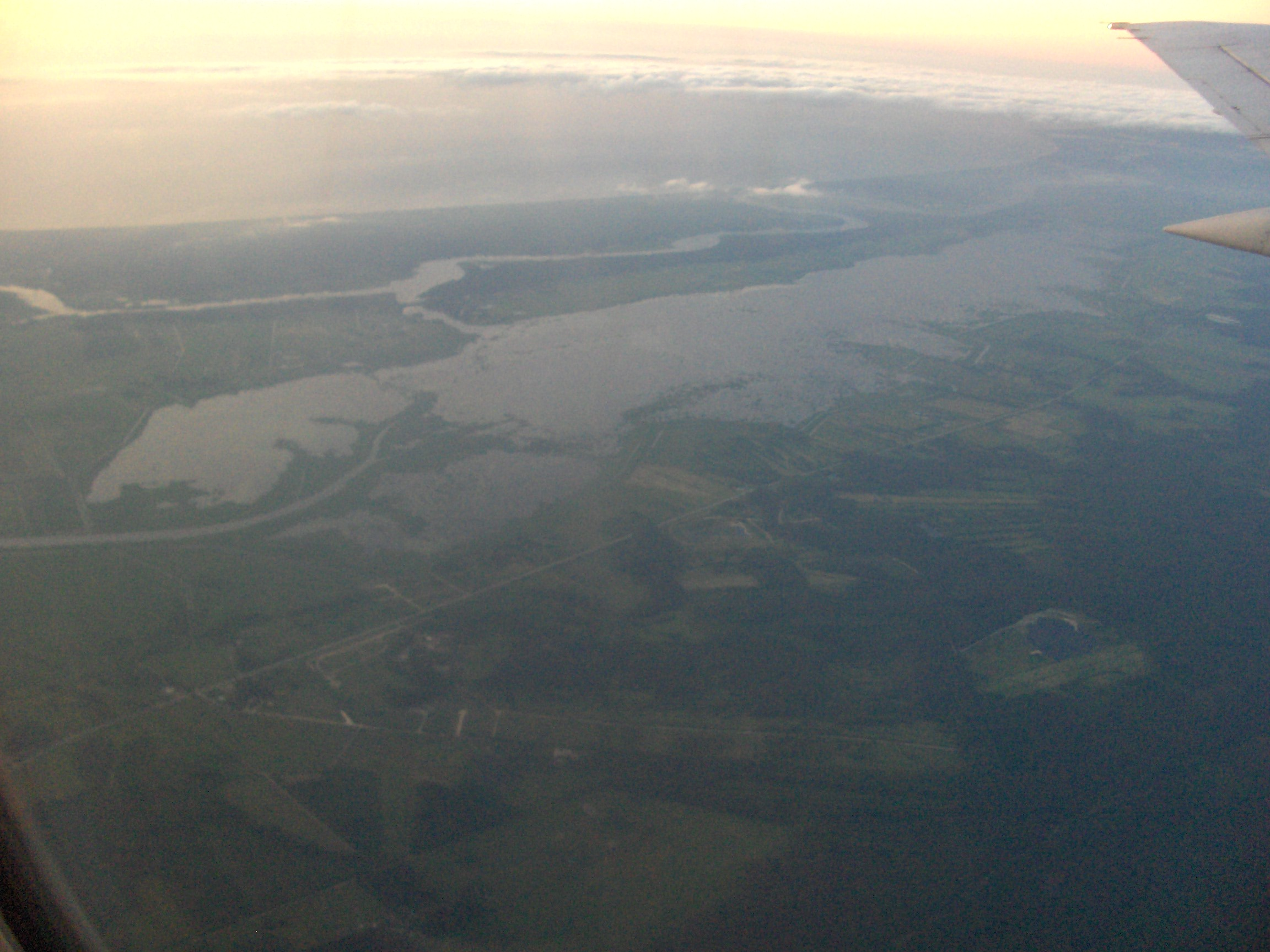
巴比泰湖

巴比泰湖（拉脫維亞語：Babītes ezers）是拉脫維亞的湖泊，長14公里、寬4.5公里，面積25.6平方公里，湖岸線長度37公里，海拔高度2米，平均水深7.5米，最大水深15米，是17種魚類的棲息地。